# Acanthopagrus taiwanensis
Acanthopagrus taiwanensis es una especie de peces de la familia Sparidae en el orden de los Perciformes.

## Distribución geográfica
Se encuentra en las  costas de Taiwán.